# Terremoto (canção)
"Terremoto" é uma canção dos artistas musicais brasileiros Anitta e Kevinho. Foi lançada como single oficialmente em 1 de fevereiro de 2019 pela Warner Music.

## Lista de faixas
| Download digital |             |                                                  |         |  |
| N.º              | Título      | Compositor(es)                                   | Duração |  |
| 1.               | "Terremoto" | Larissa Machado Jefferson Junior Umberto Tavares | 2:26    |  |

## Vídeo musical
O vídeo musical é inspirado na música "I'm Still In Love With You" e foi autorizado pelo próprio Sean Paul.

## Prêmios e indicações
| Ano  | Prêmio                                | Categoria        | Resultado |
| ---- | ------------------------------------- | ---------------- | --------- |
| 2019 | Prêmio Multishow de Música Brasileira | Melhor Clipe TVZ | Venceu    |
| 2019 | Caldeirão de Ouro                     | As 10+ do Ano    | 3º lugar  |